# Уэбер-Гейл, Гарретт
Гарретт Уэбер-Гейл (англ. Garrett Weber-Gale; род. 6 августа 1985, Стивенс-Пойнт, Висконсин) — американский пловец, двукратный чемпион Олимпийских игр 2008 года, рекордсмен мира.

## Ранние годы
Еврей. Родился в Стивенс Пойнт, штат Висконсин. Окончил Николетскую среднюю школу в Глендейле, штат Висконсин, в 2003 году. Затем он участвовал в соревнованиях команды Техасского университета по плаванию и дайвингу в Техасском университете с 2003 по 2007 год. В 2006 году он стал чемпионом NCAA в I дивизионе.

## Карьера
Чемпион отборочного к Олимпийским играм 2008 года чемпионата США на дистанциях 50 и 100 метров вольным стилем 47,92 и 21,47 секунды соответственно. Его время 21.47 в 50-метровом бассейне было американским рекордом. Показав время 47,78 в предварительных заплыве на дистанции 100 вольным стилем, он стал первым американцем, вышедшим из 48 секунд в этом турнире.
На летних Олимпийских играх 2008 года был членом эстафетной команды 4×100 м вольным стилем в финале, состав команды был назван лучшим в истории плавания. Вебер-Гейл олимпийский чемпион в эстафете 4 × 100 м комбинированная.
На чемпионате мира 2009 года проплыл стартовый этап 4×100 м вольным стилем в предварительных соревнованиях за 48.30. Чемпион мира 2009 в эстафете 4×100 м вольным стилем.
В 2013 году был выбран флагманом сборной США на церемонии открытия 19-х Маккабианских игр. На играх выиграл две золотые медали; одну на дистанции 100 м вольным стилем с результатом 48.99 секунд и вторую на дистанции 50 м вольным стилем с рекордом игр 0:22:12 (MR). Также выиграл серебро в эстафете 4×200 м вольным стилем.

## Лучшее время
Бассейн 50 м.
50 м вольный стиль: 21.47
100 м вольный стиль: 47.78 (первый американец, вышедший из 48 секунд)
100 м вольный стиль в эстафете: 47.02
200 м.вольный стиль: 1: 49.06
100 м на спине: 56.48
Бассейн 25 м.
50 м вольный стиль: 21.31
100 м вольный стиль: 46,29
Бассейн 25 ярдов
50 вольный стиль: 19,16
100 вольный стиль: 41,94
200 вольный стиль: 1: 33,53
100 на спине: 47,33